# The Amazing Quest of Mr. Ernest Bliss
The Amazing Quest of Mr. Ernest Bliss er en britisk stumfilm fra 1920 af Henry Edwards.

## Medvirkende
- Henry Edwards som Ernest Bliss
- Chrissie White som Frances Clayton
- Gerald Ames som Dorrington
- Mary Dibley som Kate Brent
- Reginald Bach som Jack Brent